# Кузьменко, Андрей Михайлович
Андрей Михайлович Кузьменко (укр. Андрій Михайлович Кузьменко; род. 21 августа 1961, Киев) — украинский дипломат. Чрезвычайный и полномочный посланник I класса. Чрезвычайный и полномочный посол Украины в Государстве Катар (с 2019).

## Биография
Родился 21 августа 1961 года в городе Киеве. В 1982 году окончил военное училище. В 1995 году курсы в военном колледже в Гааге. В 2001 году окончил Киевский национальный университет имени Тараса Шевченко, по специальности «правоведение».
С 1982 по 1993 год на военной службе.
С мая 1993 года Андрей Кузьменко находится на дипломатической работе — второй, первый секретарь, советник, начальник отдела Управления контроля над вооружениями и военно-технического сотрудничества Министерства иностранных дел Украины, советник, а впоследствии руководитель секретариата Государственного секретаря по вопросам европейской интеграции, главный советник Департамента европейской интеграции МИД Украины.
В 1996—2006 годах — инспектор ООН по вооружениям, участвовал в ряде специализированных учебных курсов.
В 1998 и 2002—2003 годах работал в составе миссий UNSCOM и UNMOVIC в Ираке.
В 2002 году — член делегации Украины на XXIV сессию Совместной комиссии по соблюдению и инспекциям, созданной по Договору между Союзом Советских Социалистических Республик и Соединёнными Штатами Америки о сокращении и ограничении стратегических наступательных вооружений от 31 июля 1991 года.
С января 2004 по октября 2008 года — советник Постоянного представительства Украины при Совете Европы.
С сентября 2007 года — заместитель Постоянного представителя Украины при Совете Европы, где отвечал за юридические аспекты членства Украины в Совете Европе, вопросы Европейского суда по правам человека.
С октября 2008 по август 2010 года — заместитель Директора Второго территориального департамента МИД Украины.
С августа 2010 по февраль 2015 года — советник-посланник Посольства Украины в Великобритании.
С 16 мая 2014 года — Временный поверенный в делах Украины в Великобритании.
С 18 декабря 2019 года — Чрезвычайный и Полномочный Посол Украины в Государстве Катар.
Владеет английским и французским языками.

## Личная жизнь
Женат, имеет дочь и сына.